# Astylosternus
Astylosternus là một chi động vật lưỡng cư trong họ Arthroleptidae, thuộc bộ Anura. Chi này có 12 loài và 73% bị đe dọa hoặc tuyệt chủng.

## Các loài
- Astylosternus batesi [BOULENGER, 1900]
- Astylosternus diadematus [WERNER, 1898]
- Astylosternus fallax [AMIET, 1978]
- Astylosternus laticephalus [RÖDEL, HILLERS, LEACHÉ, KOUAMÉ, OFORI-BOATENG, DIAZ & SANDBERGER, 2012]
- Astylosternus laurenti [AMIET, 1978]
- Astylosternus montanus [AMIET, 1978]
- Astylosternus nganhanus [AMIET, 1978]
- Astylosternus occidentalis [PARKER, 1931]
- Astylosternus perreti [AMIET, 1978]
- Astylosternus ranoides [AMIET, 1978]
- Astylosternus rheophilus [AMIET, 1978]
- Astylosternus schioetzi [AMIET, 1978]